# À double tour
À double tour is een Franse dramafilm uit 1959 onder regie van Claude Chabrol. Destijds werd de film in het Nederlandse taalgebied uitgebracht als Voetstappen zonder spoor.

## Verhaal
Met de komst van een cynische vriend van de dochter des huizes wordt de ogenschijnlijke rust in het burgergezinnetje Marcoux op pijnlijke wijze verstoord. Wanneer de mooie buurvrouw wordt vermoord, valt de verdenking meteen op hem. De dochter weet echter dat de buurvrouw de maîtresse was van haar vader.

## Rolverdeling
| Acteur             | Personage                                      |
| ------------------ | ---------------------------------------------- |
| Madeleine Robinson | Thérèse Marcoux                                |
| Jean-Paul Belmondo | László Kovács                                  |
| Antonella Lualdi   | Léda Mortoni, de buurvrouw, minnares van Henri |
| Jacques Dacqmine   | Henri Marcoux                                  |
| Jeanne Valérie     | Elisabeth, de dochter van Thérèse en Henri     |
| Bernadette Lafont  | Julie, de dienstmeid                           |
| André Jocelyn      | Richard Marcoux, de zoon van Thérèse en Henri  |
| Mario David        | Roger Tarta, de melkboer                       |
| László Szabó       | Vlado, de vrouw van László Kovács              |